# Leptotarsus helotus
Leptotarsus helotus är en tvåvingeart som beskrevs av Alexander 1969. Leptotarsus helotus ingår i släktet Leptotarsus och familjen storharkrankar. Inga underarter finns listade i Catalogue of Life.